# 15384 Samková
(15384) Samková, denumire internațională (15384) Samkova, este un asteroid din centura principală de asteroizi.

## Descriere
15384 Samková este un asteroid din centura principală de asteroizi. A fost descoperit pe 26 septembrie 1997 la Observatorul din Ondřejov de Petr Pravec. Asteroidul prezintă o orbită caracterizată de o semiaxă mare de 2,93 ua, o excentricitate de 0,08 și o înclinație de 1,4° în raport cu ecliptica.